# Centraal-Afrikaanse Republiek op de Olympische Zomerspelen 1988
De Centraal-Afrikaanse Republiek nam deel aan de Olympische Zomerspelen 1988 in Seoel, Zuid-Korea. Het was de derde deelname van het land aan de Spelen. 
De deelnemers, vijftien mannen, namen deel in drie olympische sportdisciplines. Voor de derdemaal werd in de atletiek deelgenomen, voor de tweedemaal in het boksen en voor het eerst in het basketbal. Atleet Adolphe Ambowodé was de eerste persoon uit de Centraal-Afrikaane Republiek die voor de tweede keer deelnam. 

## Deelnemers en resultaten

### Atletiek
| Olympiër (deelname)  | Onderdeel    | Resultaat | Prestatie |
| -------------------- | ------------ | --------- | --------- |
| Adolphe Ambowodé (2) | marathon (m) | 42e       | 2:23.52   |

### Basketbal
| Olympiër | Onderdeel | Resultaat | Prestatie |
| --- | --------- | --------- | --- |
| Richard-Felicite Bella Christian Gombe Aubin-Thierry Goporo Frederique-Rufin Goporo Bruno-Nazaire Kongaouin Jean-Pierre Kotta Anicet-Richard Lavodrama Guy M'Bongo François Naoueyama Joseph Dieudonné Ouagon Sanda Bouba Oumarou Eugene Pehoua-Pelema | mannen    | 42e       | groep A: 5de W van Zuid-Korea: 73-70 V van Joegoslavië: 79-92 V van Australië: 67-106 V van Puerto Rico: 67-71 V van Sovjet-Unie: 78-87 9-12de plaats: W van Egypte: 63-57 9-10de plaats: V van Zuid-Korea: 81-89 |

| Groep A |                               |             |             |             |            |            |            |        |
| #       | Land                          | Wedstrijden | Wedstrijden | Wedstrijden | Doelpunten | Doelpunten | Doelpunten | Punten |
| #       | Land                          | G           | W           | V           | V          | T          | Saldo      | Punten |
| 1       | Joegoslavië                   | 5           | 4           | 1           | 468        | 384        | +84        | 9      |
| 2       | Sovjet-Unie                   | 5           | 4           | 1           | 460        | 393        | +67        | 9      |
| 3       | Australië                     | 5           | 3           | 2           | 429        | 408        | +21        | 8      |
| 4       | Puerto Rico                   | 5           | 3           | 2           | 382        | 387        | -5         | 8      |
| 5       | Centraal-Afrikaanse Republiek | 5           | 1           | 4           | 346        | 436        | -90        | 6      |
| 6       | Zuid-Korea                    | 5           | 0           | 5           | 384        | 461        | -77        | 5      |

| Ronde         | Datum | Plaats                        | Land   | Score                         | Land |
| ------------- | ----- | ----------------------------- | ------ | ----------------------------- | ---- |
| Groepsfase    |       |                               |        |                               |      |
| 18 september  | Seoel | Centraal-Afrikaanse Republiek | 73-70  | Zuid-Korea                    |      |
| 18 september  | Seoel | Centraal-Afrikaanse Republiek | 79-92  | Joegoslavië                   |      |
| 21 september  | Seoel | Australië                     | 106-67 | Centraal-Afrikaanse Republiek |      |
| 18 september  | Seoel | Centraal-Afrikaanse Republiek | 67-71  | Puerto Rico                   |      |
| 18 september  | Seoel | Centraal-Afrikaanse Republiek | 78-87  | Sovjet-Unie                   |      |
| 9-12de plaats |       |                               |        |                               |      |
| 18 september  | Seoel | Centraal-Afrikaanse Republiek | 63-57  | Egypte                        |      |
| 9-10de plaats |       |                               |        |                               |      |
| 18 september  | Seoel | Centraal-Afrikaanse Republiek | 81-89  | Zuid-Korea                    |      |

### Boksen
| Olympiër        | Onderdeel  | Resultaat | Prestatie                                                                                   |
| --------------- | ---------- | --------- | ------------------------------------------------------------------------------------------- |
| Fidele Mohinga  | -67 kg (m) | 17e       | 1ste ronde: W van ANG Nzuzi: 5-0 2de ronde: V van ASA Masoe: scheidsrechterlijke beslissing |
| Moussa Viavindi | -71 kg (m) | 33e       | 1ste ronde: V van CMR Mayo: scheidsrechterlijke beslissing                                  |

Afghanistan · Algerije · Amerikaanse Maagdeneilanden · Amerikaans-Samoa · Andorra · Angola · Antigua en Barbuda · Argentinië · Aruba · Australië · Bahama’s · Bahrein · Bangladesh · Barbados · België · Belize · Benin · Bermuda · Bhutan · Birma · Bolivia · Bondsrepubliek Duitsland · Botswana · Brazilië · Britse Maagdeneilanden · Brunei · Bulgarije · Burkina Faso · Canada · Centraal-Afrikaanse Republiek · Chili · China · Chinees Taipei · Colombia · Congo-Brazzaville · Cookeilanden · Costa Rica · Cyprus · Denemarken · Djibouti · Dominicaanse Republiek · Duitse Democratische Republiek · Ecuador · Egypte · El Salvador · Equatoriaal-Guinea · Fiji · Filipijnen · Finland · Frankrijk · Gabon · Gambia · Ghana · Grenada · Griekenland · Groot-Brittannië · Guam · Guatemala · Guinee · Guyana · Haïti · Honduras · Hongarije · Hongkong · Ierland · IJsland · India · Indonesië · Irak · Iran · Israël · Italië · Ivoorkust · Jamaica · Japan · Joegoslavië · Jordanië · Kaaimaneilanden · Kameroen · Kenia · Koeweit · Laos · Lesotho · Libanon · Liberia · Libië · Liechtenstein · Luxemburg · Malawi · Malediven · Maleisië · Mali · Malta · Marokko · Mauritanië · Mauritius · Mexico · Monaco · Mongolië · Mozambique · Nederland · Nederlandse Antillen · Nepal · Nieuw-Zeeland · Niger · Nigeria · Noord-Jemen · Noorwegen · Oeganda · Oman · Oostenrijk · Pakistan · Panama · Papoea-Nieuw-Guinea · Paraguay · Peru · Polen · Portugal · Puerto Rico · Qatar · Roemenië · Rwanda · Saint Vincent en de Grenadines · Salomonseilanden · Samoa · San Marino · Saoedi-Arabië · Senegal · Sierra Leone · Singapore · Soedan · Somalië · Sovjet-Unie · Spanje · Sri Lanka · Suriname · Swaziland · Syrië · Tanzania · Thailand · Togo · Tonga · Trinidad en Tobago · Tsjaad · Tsjecho-Slowakije · Tunesië · Turkije · Uruguay · Vanuatu · Venezuela · Verenigde Arabische Emiraten · Verenigde Staten · Vietnam · Zaïre · Zambia · Zimbabwe · Zuid-Jemen · Zuid-Korea · Zweden · Zwitserland